# Hotel Zum Bär

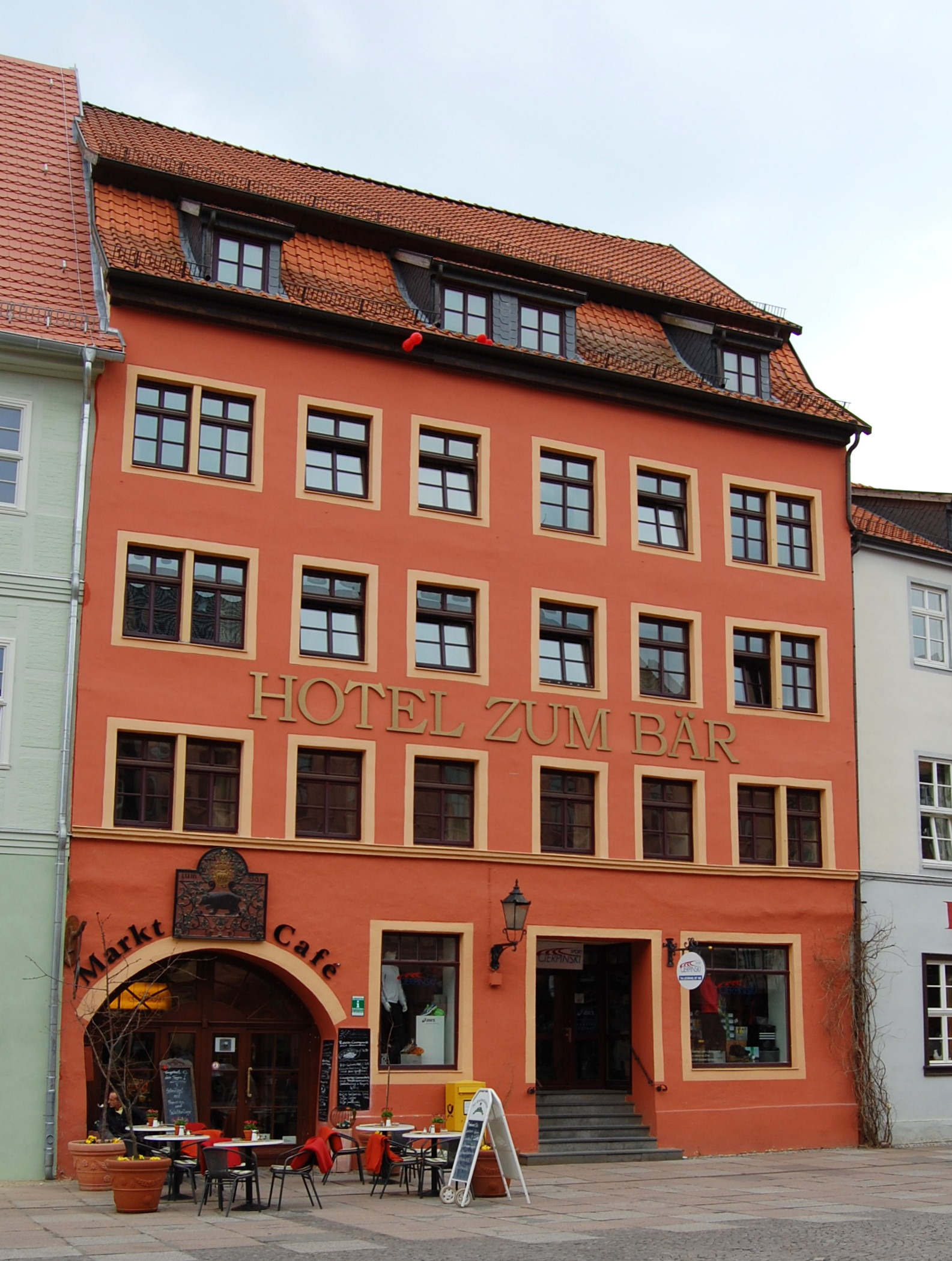
Hotel Zum Bär

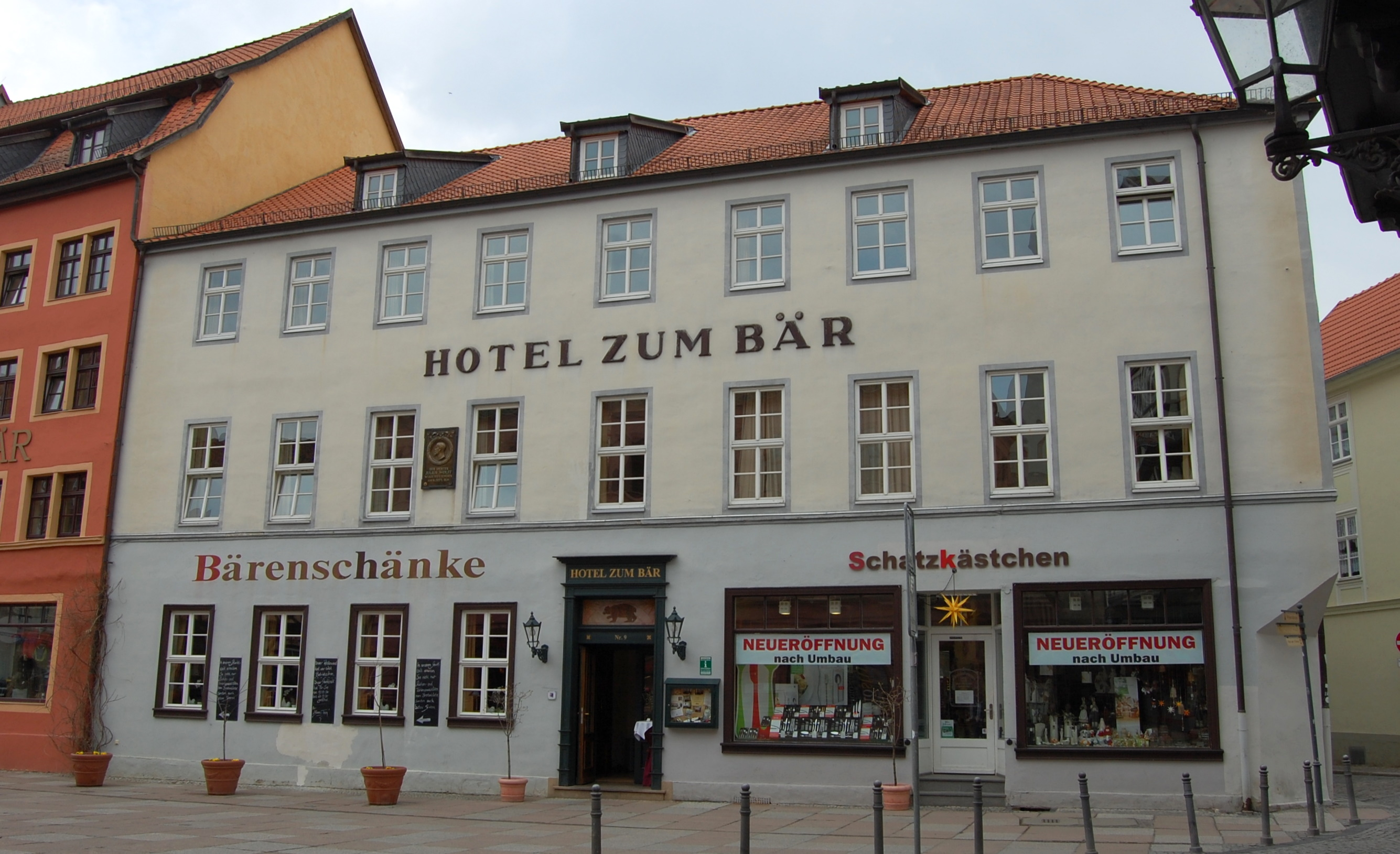
Südlicher Anbau, Markt 9

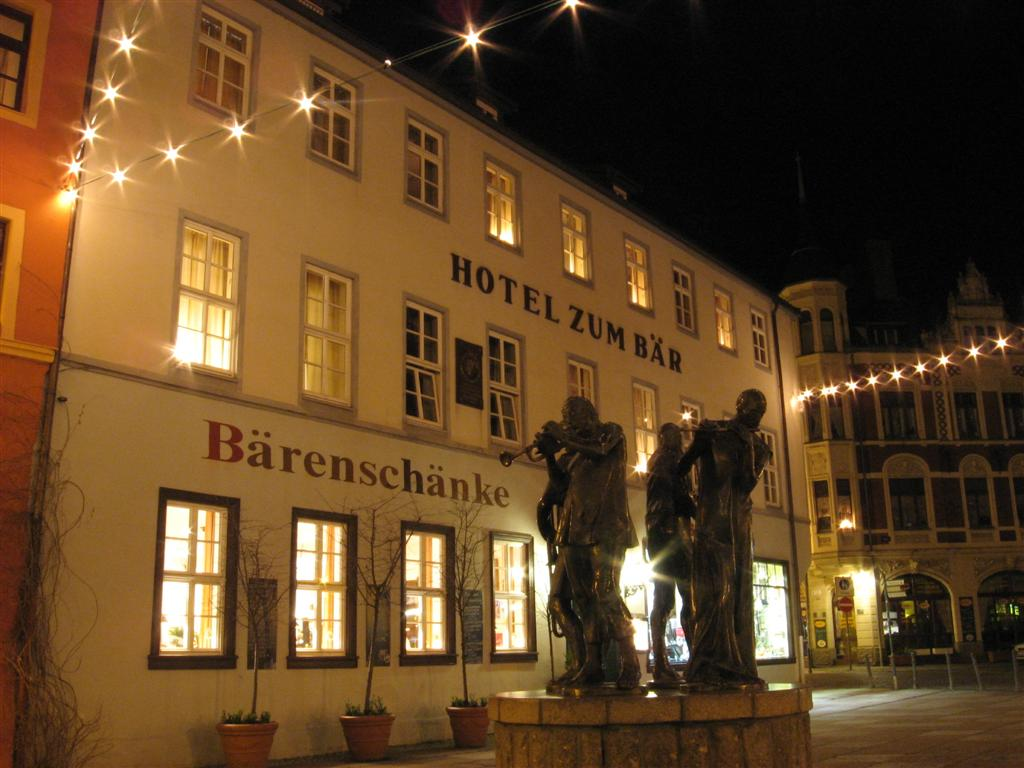
Nachtaufnahme des südlichen Anbaus, im Vordergrund Skulptur der Münzenberger Musikanten
(Aufnahme 2009, vor Änderung der Skulpturengruppe)

Das Hotel Zum Bär ist ein traditionsreiches Hotel in der Stadt Quedlinburg in Sachsen-Anhalt.

## Lage
Die denkmalgeschützten Hotelgebäude befinden sich an der Ostseite des Quedlinburger Marktplatzes, an der Adresse Markt 8/9 und ist im Quedlinburger Denkmalverzeichnis als Gasthof eingetragen.

## Architektur und Geschichte
Das viergeschossige Gebäude entstand im Jahr 1748 in der Zeit des Barock in massiver Bauweise. Der Hotelbetrieb selbst ist jedoch älter und wurde erstmals 1618 erwähnt. Die Gliederung der Fassade ist streng gehalten. Bedeckt wird das Haus von einem Mansarddach. Die im nördlichen Teil des Hauses befindliche Tordurchfahrt wies eine als einzigartig beschriebene Wandvertäfelung in klassizistischen Stil auf, die an der Decke als in Gewölbeform gearbeitet war. Bei Umbauarbeiten im Jahr 1997 wurde die Wandvertäfelung jedoch entfernt. In der ehemaligen Tordurchfahrt ist jetzt das Marktcafé untergebracht. Bemerkenswert ist das schmiedeeiserne Hauszeichen oberhalb der Durchfahrt. Die Tafel zeigt einen Bären in einer Bandelwerkumrahmung und stammt aus dem Jahr 1798. Auch die ursprünglich vorhandene historische Bebauung des Hofs ist nicht erhalten. Das Hinterhaus stammte aus der zweiten Hälfte des 16. Jahrhunderts. Es war mit figürlichen Schnitzereien an den Fußwinkelhölzern versehen. Der sich entlang der Straße Pölle ziehende Flügel wurde 1920 abgerissen. Teile der Schnitzereien wurden geborgen und befinden sich im Museum. Am Haus Markt 9 soll sich am Obergeschoss ein Erker mit darin eingebauter Bohlenstube befunden haben.
Südlich des Barockgebäudes entstand um 1840 ein dreigeschossiger Erweiterungsbau für das Hotel. Dieses Haus wurde in Fachwerkbauweise errichtet, wobei die Fassade jedoch verputzt ist.
1834 wurde der spätere Dichter Julius Wolff im Gebäude geboren. Eine am südlichen Erweiterungsbau angebrachte Gedenktafel erinnert hieran. Bekannte Gäste des Hotels waren Johann Wolfgang von Goethe, Heinrich Heine und Theodor Fontane, die jeweils im Zusammenhang mit ihren Harzreisen Quartier im Hotel Zum Bären bezogen.